# Pritlikavi kormoran
Pritlikavi kormoran (znanstveno ime Microcarbo pygmaeus) je ptič iz družine kormoranov, ki gnezdi v Jugovzhodni Evropi in Jugozahodni Aziji.
Nekateri ga uvrščajo skupaj z vsemi ostalimi kormorani v enoten rod Phalacrocorax, stališče Mednarodne zveze ornitologov (IOU) pa je, da skupaj z drugimi majhnimi predstavniki kormoranov tvori ločen rod Microcarbo. Klasifikacija še ni povsem dorečena.

## Opis
Je najmanjši evropski kormoran, velikosti race, ki doseže v dolžino med 45 in 55 cm, razpon peruti pa znaša med 75 in 90 cm. Ima proporcionalno zelo dolg rep, vrat in kljun pa sta kratka in čokata. Le med plavanjem včasih iztegne vrat, da je videti presenetljivo dolg. Perje je bleščeče črno, s temno zelenim ali rjavim sijem (odvisno od kota gledanja). Odrasli ptiči so v obdobju parjenja temni po vsem telesu, z drobnimi belimi čopki po glavi, vratu in spodnjem delu trupa, pa v preostalem delu leta pa imajo dobro vidno zaplato blede barve pod kljunom in nekoliko svetlejše prsi.
Gnezdi v kolonijah ob bujno poraslih bregovih jezer in rečnih delt. Gnezdo splete v gosti podrasti, najraje med vrbami. Tudi sicer se zadržuje v skupinah. Oglaša se samo v koloniji z grlenim krakanjem, sicer pa je tiho.

## Razširjenost in ogroženost
Pritlikavi kormorani gnezdijo po vsej Jugovzhodni Evropi vzhodno od Italije in Jugozahodni Aziji do Tadžikistana na vzhodu. Izven gnezditvenega obdobja se klatijo tudi po južnem delu Srednje Evrope (Francija, Nemčija) in Severni Afriki (Tunizija). Zaradi velikega območja razširjenosti in populacije, ki po ocenah šteje do 180.000 parov, ne velja za ogroženo vrsto. V Sloveniji je zimski gost, redko tu tudi prezimuje, predvsem v primernih habitatih ob Dravi na severovzhodu države.